# Carl August Wilhelm Schwacke
Prof. Dr. Carl August Wilhelm Schwacke ( 1848, Alfeld, Alemania – 1904, Barbacena, Minas Gerais, Brasil ) fue un botánico, pteridólogo, explorador y naturalista alemán.
Nace en Alfeld, cerca de Hannover, y estudia Ciencias naturales en la Universidad de Göttingen y en la de Bonn, especializándose en Botánica posteriormente a graduarse.
Migra a Brasil en 1873, y en marzo de 1874 es contratado como "naturalista viajante" por el Departamento de Botánica del Museo Nacional de Río de Janeiro. Viaja por todos los países sudamericanos desde 1877. En 1891 deja el Museo y acepta un puesto de profesor de Botánica en la Escola de Farmácia de Ouro Preto, en Ouro Preto (Minas Gerais), donde permanecerá hasta su muerte. En el mismo año que ingresa a la Escuela, oposita y gana el puesto de decano. Con ayuda de los estudiantes, durante las numerosas excursiones botánicas, va generando un impresionante herbario, formalizado en 1892, que en la actualidad contiene más de 30.000 especímenes. En 1986 sus colecciones son incorporadas al herbario central (organizado por José Badini) en la Universidad Federal de Ouro Preto.
Sus contribuciones científicas a la Botánica fueron mayoritariamente taxonómicas. Creó en la familia de las leguminosas el género Amburana Schwacke & Taub. 1894, y 175 más (IPNI).

## Honores

### Epónimos
- (Aspleniaceae) Asplenium schwackei Christ in Schwacke[1]
- (Asteraceae) Paralychnophora schwackei (Glaz.) MacLeish[2]
- (Bignoniaceae) Mansoa schwackei Bureau & K.Schum.[3]
- (Cyperaceae) Rhynchospora schwackei C.B.Clarke[4]
- (Dioscoreaceae) Dioscorea schwackei Uline ex R.Knuth[5]
- (Droseraceae) Drosera schwackei (Diels) Rivadavia[6]
- (Eriocaulaceae) Syngonanthus schwackei Ruhland[7]
- (Grammitidaceae) Ctenopteris schwackei (Christ ex Schwacke) Copel.[8]
- (Lecythidaceae) Lecythis schwackei (R.Knuth) S.A.Mori[9]
- (Lycopodiaceae) Lycopodium schwackei (Christ ex Schwacke) Herter[10]
- (Lythraceae) Cuphea schwackei Koehne ex Schwacke[11]
- (Malvaceae) Pavonia schwackei Gürke[12]
- (Melastomataceae) Tibouchina schwackei Cogn. in DC.[13]
- (Piperaceae) Sarcorhachis schwackei Yunck.[14]
- (Polypodiaceae) Polypodium schwackei Christ in Schwacke[15]
- (Sapotaceae) Pouteria schwackei (Engl.) Baehni[16]
- (Velloziaceae) Barbacenia schwackei Goeth. & Henrard[17]

## Biografía
- Ber. Deutsch. Bot. Ges., 23:12-15, 1906.
- Fl. Brasil. 1 (1): 104 - 105. 1906.

- La abreviatura «Schwacke» se emplea para indicar a Carl August Wilhelm Schwacke como autoridad en la descripción y clasificación científica de los vegetales.[18]